# Hou Skole (Aalborg Kommune)
Hou Skole er en folkeskole beliggende i Hou, en by 30 km øst for Aalborg. 
Der lå en oprindelig skole i byen. En ny skole blev påbegyndt før 2. verdenskrig, men byggeriet blev afbrudt da tyskerne besatte byen, således de ikke skulle få gavn af bygningerne. Efter befrielsen blev bygningerne færdiggjorte.

## Lærerne gennem tiden
Ledende skolelærere ved Hou Skole gennem tiden:
| Periode     | Navn                              | Stilling    | Uddannelses sted     | Anmærkning                                               |
| ----------- | --------------------------------- | ----------- | -------------------- | -------------------------------------------------------- |
| 1720 - 1776 | Christen Gundersen                | Skoleholder | -                    |                                                          |
| 1776 - 1797 | Christen Christensen              | Skoleholder | -                    | Søn af forgænger Christen Gundersen                      |
| 1797 - 1813 | Lars Andersen                     | Skoleholder | -                    | Skrædder ved siden af embedet                            |
| 1813 - 1817 | Anders Madsen                     | Skoleholder | -                    |                                                          |
| 1817 - 1821 | Ivar Henriksen Skellet            | Skoleholder | -                    |                                                          |
| 1821 - 1843 | Peder Christian Pedersen Møller   | Skoleholder | Ikke kendt           | Byens første uddannede lærer                             |
| 1843 - 1849 | Søren Mortensen Krogsgaard        | Skoleholder | Snedsted Seminarium  |                                                          |
| 1849 - 1872 | Jens Christian Ellermann          | Skoleholder | Snedsted Seminarium  |                                                          |
| 1873 - 1884 | Jens Georg Sørensen               | Skoleholder | Ranum Seminarium     |                                                          |
| 1884 - 1885 | Vikar kaldet "Sejerø"             | Vikar       | Ikke kendt           |                                                          |
| 1885 - 1914 | Peder Jørgensen                   | Førstelærer | Skårup Seminarium    |                                                          |
| 1914 - 1921 | Carl Mathias Eriksen              | Førstelærer | Blaagard seminarium  | Bliver efterfølgende førstelærer i Aalebæk ved Hals      |
| 1922 - 1942 | Hans Christian Harstoft-Jørgensen | Førstelærer | Skårup Seminarium    |                                                          |
| 1943 -      | Jacob Jacobsen                    | Førstelærer | K.F.U.M.s seminarium |                                                          |
| - 1962      | Gustav Emmer                      | Førstelærer | Ikke kendt           |                                                          |
| 1962 - 1993 | Børge Holck Andersen              | Førstelærer | Ikke kendt           |                                                          |
| 1994 -      | Heine Sørensen                    | Inspektør   | Ikke kendt           |                                                          |
| - 2004      | Ole Møller                        | Inspektør   | Ikke kendt           | Kommer fra en stilling som skoleinspektør ved Hals Skole |
| 2004 -      | Anna Marie Nør Hansen             | Inspektør   | Ikke kendt           |                                                          |

## Historie
Der har været skole i Hou gennem mange hundrede år, dog ikke i den form den har i dag.
Det tidligste kendte omtale af en skole i Hou er i 1640erne i Tingbøgerne fra Birketinget i Hals. I 1646 fortælles i tingbogen at houboerne mødes til bøn morgen og aften. Denne bøn ledes af skolemesteren. 
Skolemesteren hedder i 1647 Jens Jensen. Han omtales i Tingbogen da han der bliver indledt en sag mod ham da han ikke kan betale sin husleje. Men han har ingen værdier som han kan betale sin bøde med, og dette bekræftes af flere houboer der er indkaldt som vidner. Men han er ikke alene om at blive stævnet; i december 1649 stævner han lokale mænd fordi de skylder ham skolepenge. Efter noget tid forlader han byen – måske på grund af de store problemer med at indkræve de lokales gæld.

### Prinsesseskolen
Hvor de tidlige år for skolevæsenet i Hou øjensynligt var præget af spinkel økonomi og megen besvær, kommer der i 1719 styr på skoleforholdene. Her sørger Prinsesse Sophie Hedvig for undervisning af børnene i Hou. Prinsessen ejer på dette tidspunkt Hals Sogn. Den 28. august 1719 befaler prinsessen fra hendes gods i Dronninglund, at der bliver oprettet 7 skoler i Dronninglund Sogn, samt 1 skole i Hou og 1 skole i Hals. Der bliver samtidig udfærdiget et omfangsrigt regelsæt for hvorledes skolelæreren skal undervise. De 9 skoler blev hurtigt kendt under fællesbetegnelsen Prinsesseskolerne.
I 1720, hvor prinsesseskolen står færdig, bliver Christen Gundersen ansat som lærer. Christen er på dette tidspunkt 21 år gammel, og stammer sandsynligvis fra Dronninglund Sogn. Der har til skolen hørt noget fæstejord, da skoleholderen i 1730 står nævnt i Jordebogen for Dronninglund Gods. Christen bliver gift med Kirsten Thomasdatter af Hou, og de får sammen 5 børn – hvoraf den sidstfødte, Christen Christensen, skal vise sig at blive Christens efterfølger. Gundersen er lærer på skolen frem til 1776, han dør få år senere i 1780 – 81 år gammel.
I 1741 er Biskop Brorson på besøg i Hou, og i begge tilfælde klager han over ungdommens manglende respekt og begrænsede kunnen. Christen Gundersen lover biskoppen bedring. Ved næste besøg, et par år senere, erkender biskoppen en klar forbedring – omend børnene kunne være dygtigere. 
I 1747 er der dog fortsat problemer, og biskoppen erkender at manglen er hos skoleholderne. På trods af denne nedslående melding fortsætter Gundersen i hans gerning. Og i 1754 og 1757 bliver det da også konstateret at der er sket forbedringer. 
I 1765 gik der 15 drenge og 12 piger på skolen – i alt kun 27 elever.

### Tilbageslag
Omkring 1775 bliver Dronninglund Gods købt af Nicolai Duus, som dog hurtigt sælger Hou fra. Før denne tid har lærerens løn være betalt af godset, men nu må Houboerne pludselig betale skolepenge af egen lomme. Pludselig er skolevæsenet sat halvtreds år tilbage i tiden – til tiden før prinsesseskolen.
Ved folketællingen 1787 fremstår Christen Christensen (40 år) som "Huusbeboer og Skoleholder". Han har kone og to børn boende ved ham.
Ved folketællingen i 1801 fremstår Lauritz Andersen (45 år) som "skoleholder". Hans kone bor ved ham.

### Ny skole bygges
Baseret på beskrivelserne i folketællingerne, må der først i århundredet blive oprettet en skolebygning i Hou, tidligere har skolen snarere foregået i stuehuset på en lokal gård.
Ved folketællingerne 1834 og 1840 er Peder Christian Møller (hhv. 38 år og 43 år) lærer ved skolen. Han bor på skolen sammen med sin kone. Peder Christians aktiviteter i lokalsamfundet strækker udover hans gerning som skolelærer. Han opretter i Hou det første folkebibliotek i Vendsyssel, og han forfatter bl.a. hæftet "Oeconomisk skildring af Hou ved Hals", hvor han beskriver fiskeriet i byen gennem året – et unikt indblik i datidens samfund.
Ved folketællingen 1845 er Søren Mortensen Krogsgaard lærer ved skolen. Han bor her sammen med sin kone, deres fælles barn, samt en tjenestepige.
Ved folketællingerne 1850, 1855 og 1860 er Jens Christian Ellermann lærer ved Hou Skole. Han stammer fra Aalborg, og bor på skolen sammen med sin kone Marie, deres fælles barn, konens søster og en plejesøn.

### Skole påbegyndes, landet besættes
Året før Danmarks besættelse bliver arbejdet på en ny skole i Hou påbegyndt. Da besættelses styrkerne rykker ind, sættes arbejdet i bero. På dette tidspunkt er murerne blevet rejst, og taget blevet lagt på, men den er endnu ikke klar til brug. Alligevel flytter tyskerne ind, og bruger skolen som deres hovedkvarter i Hou.
I 1941 er der 3 lærere ansat ved skolen. Førstelærer H.C. Harstoft-Jørgensen, anderlærer A.M. Vestervig og forskolelærerinde Kristiane Jensen. De er dog alle syge i denne periode, hvorfor vikarer er hentet ind. Vikarerne var lærer J. C. Jacobsen, lærerinde Grethe Nielsen samt lærer Helge Ovesen.
Under krigen bliver undervisningslokalerne i den gamle skole inddraget til indkvartering af flygtninge. Derfor må skolegerningen rykkes over i husflidsskolen, der ligger i en selvstændig bygning.

### Danmark befries, Hou får ny skole
Efter befrielsen bliver skolen færdiggjort og taget i brug.
I 1946 er lærer J. C. Jacobsen blevet fast ansat ved skolen.

## Skolerne gennem tiden
Der har frem til i dag været fem skoler i Hou. Den første skole bliver opført i 1719, og den sidste er den nuværende skole.
Der har været skolegang i byen før den første skole blev opført, dette har sandsynligvis foregået på forskellige gårde.

### Skolen opført i 1719 (Prinsesseskolen)
Skolen blev opført i 1719 på foranledning af Prinsesse Sophie Hedvig. Skolen var placeret midt i Hou by.
Bygningen er lavet i bindingsværk, og består af 6 fag. Huset er stråtækt og med skrå gavle. Skolestuen er i de 3 af fagene; de resterende udgør skoleholderens bolig. 
I 1754 beskriver skoleholderen skolebygningerne som i god stand. Endvidere skriver han at inventaret består af 2 store egetræsborde, 3 fyrretræsbænke og en ubrugelig kakkelovn. Skolen råder på dette tidspunkt kun over 1 bog – en bibel.
Prinsesseskolen ender sine dage med at stå i flammer, men det vides dog ikke hvornår dette sker. Der findes ingen indberetninger fra denne tid.
Sider fra bogen "Samlinger af Publique og Private Fundationer og Gavebreve" af Hans Hofman

### Skolen opført før 1800
Der bliver oprettet en skole til erstatning for skolen der brændte ned, men præcis hvornår der er blevet bygget en ny er der ingen optegnelser over.
I år 1800 indberettes af Pastor Obel, at Hou Skole holdes i god stand. Dette kan sammenlignes med skolen i Hals, der beskrives som i en elendig stand; her har de fortsat deres prinsesseskole fra 1719. Samtidig nævnes også at der til skolen hører et stykke jord til græsning, men dette er dog ikke meget værd.
I 1807 er Hou Skole blevet tildelt et stykke hedejord i forbindelse med udskiftningen. Jorden kan benyttes til græsning af 1 ko og 4 får.

### Skolen opført i 1818
Ifølge Aalborg Provstis arkiv er der blevet oprettet en skole i Hou i 1818, der er dog ikke nogen indberetning om at den gamle skulle være nedbrudt eller brændt.
Bygningen var lavet i bindingsværk, taget var med knækgavle og var stråtækt. Bygningen bestod af et klasselokale, samt lærerens lejlighed. Der var mod nord en tilbygning med tre små kamre med et ganske lille vindue til hvert. 
Skolens inventar bestod af nogle lange flade border, med tilhørende bænke, samt en pult. Skolen råder på dette tidspunkt over en bibel, nogle kopier af det Nye Testamente, nogle læse og regnebøger. Skolen råder endvidere over Europa-, Danmarks- og Palæstinakort.
I 1828 indberetter Sognepræsten at Hou Skole er meget vellidt af lokalbefolkningen, og i 1829 bliver skolen tildelt ekstra hedejord, således der kan græsses to køer og seks får.
Da skolen er fyrre år, i 1858, bliver det indberettet at skolen er gammel og skrøbelig, samt at lærerboligen er meget indskrænket.
Skolen bliver nedbrudt i 1878. Bindingsværk bliver benyttet til at opbygge den lokale gårdmand Rasmus Jensens stuehus. Dette stuehus ligner angiveligt skolen meget, men hvorvidt dette stadig eksisterer vides ikke.

### Skolen opført i 1878
Skolens nederste etage består af en førstelærerbolig samt to skolestuer til undervisning. Den øverste etage er andenlærerboligen indrettet. Forskolelærerinden underviser første årgang i sit eget hjem.

### Skolen opført i 1944 (Nuværende)
Den nye skole er beliggende midt i Hou by. Den er bygget i røde mursten som en tolænget bygning. I den ene længe er en gymnastiksal og tilhørende omklædningsrum, samt bibliotek og husgerningslokale. I den anden længe er fem undervisningslokaler samt kontor, køkken og lærerværelse.